# Khalid Bashir
Khalid Bashir, född den 14 februari 1968 i Faisalabad, Pakistan, är en pakistansk landhockeyspelare.
Han tog OS-brons i herrarnas landhockeyturnering i samband med de olympiska landhockeytävlingarna 1992 i Barcelona.